# Seznam televizních seriálů České televize
Seznam televizních seriálů České televize uvádí přehled televizních seriálů, které měly premiéry na televizní stanici České televize. Ta vysílá oficiálně od roku 1992, tudíž se sem neřadí seriály, které ještě vznikaly pod předcházející Československou televizí.

## Drama
| Název                                      | Žánr                                      | Od            | Do            | Řady            | Stav                  | Poznámka                                                              |
| ------------------------------------------ | ----------------------------------------- | ------------- | ------------- | --------------- | --------------------- | --------------------------------------------------------------------- |
| Dobrodružství kriminalistiky               | kriminální drama / historický             | 1992          | 1993          | 2 řady, 10 dílů | ukončeno              | návaznost na 2 řady od Československé televize                        |
| Přítelkyně z domu smutku                   | drama / životopisný                       | 1992          | 1992          | 1 řada, 4 díly  | ukončeno              | -                                                                     |
| Detektiv Martin Tomsa                      | kriminální                                | 1995          | 1998          | 3 řady, 18 dílů | ukončeno              | -                                                                     |
| Četnické humoresky                         | kriminální komedie / historický           | 1997          | 2007          | 3 řady, 39 dílů | ukončeno              | -                                                                     |
| Zdivočelá země                             | drama / dobrodružný / historický          | 1997          | 2012          | 4 řady, 45 dílů | ukončeno              | -                                                                     |
| Na lavici obžalovaných justice             | drama                                     | 1999          | 1999          | 1 řada, 13 dílů | ukončeno              |                                                                       |
| Případy detektivní kanceláře Ostrozrak     | drama/komediální                          | 2000          | 2000          | 1 řada, 6 dílů  | ukončeno              |                                                                       |
| Nemocnice na kraji města po dvaceti letech | drama                                     | 2003          | 2004          | 1 řada, 13 dílů | ukončeno              | pokračování Nemocnice na kraji města (1977)                           |
| Strážce duší                               | krimi / mysteriózní                       | 2003          | 2008          | 3 řady, 13 dílů | ukončeno              | -                                                                     |
| Náměstíčko                                 | komediální drama / povídkový              | 2004          | 2004          | 1 řada, 10 dílů | ukončeno              | -                                                                     |
| Dobrá čtvrť                                | drama                                     | 2005          | 2008          | 2 řady, 22 dílů | ukončeno              | -                                                                     |
| Náves                                      | drama/povídkový                           | 2006          | 2006          | 1 řada, 10 dílů | ukončeno              | pokračování seriálu Náměstičko                                        |
| Hraběnky                                   | drama                                     | 2007          | 2007          | 1 řada, 17 dílů | ukončeno              | -                                                                     |
| Maharal – Tajemství talismanu              | fantasy / dobrodružný                     | 2007          | 2007          | 1 řada, 5 dílů  | ukončeno              | seriálový sestřih filmu Maharal – Tajemství talismanu (2006)          |
| Černá sanitka                              | komediální drama                          | 2008          | 2008          | 1 řada, 15 dílů | ukončeno              | -                                                                     |
| Nemocnice na kraji města - nové osudy      | drama                                     | 2008          | 2008          | 1 řada, 13 dílů | ukončeno              | druhé pokračování Nemocnice na kraji města (1977)                     |
| Ďáblova lest                               | kriminální drama                          | 2009          | 2009          | 1 řada, 3 díly  | ukončeno              | -                                                                     |
| Vyprávěj                                   | komediální drama / rodinný                | 2009          | 2013          | 6 řad, 112 dílů | ukončeno              | do řad je započten i speciál Vyprávěj: Osudy (2012)                   |
| Ach, ty vraždy!                            | kriminální komedie                        | 2010          | 2012          | 1 řada, 7 dílů  | ukončeno              | -                                                                     |
| Kriminálka Staré Město                     | kriminální                                | 2010          | 2013          | 2 řady, 13 dílů | ukončeno              | koprodukce se slovenskou RTVS                                         |
| Znamení koně                               | drama                                     | 2011          | 2015          | 2 řady, 26 dílů | ukončeno              | -                                                                     |
| Ztracená brána                             | kriminální drama                          | 2012          | 2012          | 1 řada, 3 díly  | ukončeno              | pokračování Ďáblovy lsti (2009)                                       |
| Cirkus Bukowsky                            | kriminální thriller / road movie          | 2013          | 2014          | 2 řady, 12 dílů | ukončeno              | -                                                                     |
| České století                              | historické drama / válečný                | 2013          | 2014          | 1 řada, 9 dílů  | ukončeno              | -                                                                     |
| Nevinné lži                                | drama / antologický                       | 2013          | 2014          | 1 řada, 13 dílů | ukončeno              | -                                                                     |
| Sanitka 2                                  | drama                                     | 2013          | 2013          | 1 řada, 13 dílů | ukončeno              | pokračování Sanitky (1984)                                            |
| Clona                                      | kriminální thriller                       | 2014          | 2014          | 1 řada, 7 dílů  | ukončeno              | -                                                                     |
| Neviditelní                                | fantasy / komedie                         | 2014          | 2014          | 1 řada, 13 dílů | ukončeno              | -                                                                     |
| První republika                            | historické drama / rodinný                | 2014          | 2017          | 3 řady, 48 dílů | ukončeno              | -                                                                     |
| Případy 1. oddělení                        | kriminální                                | 2014          | 2022          | 3 řady, 35 dílů | ukončeno              |                                                                       |
| Život a doba soudce A. K.                  | drama                                     | 2014          | 2017          | 2 řady, 26 dílů | ukončeno              | -                                                                     |
| Labyrint                                   | kriminální drama / mysteriózní / thriller | 2015          | 2018          | 3 řady, 21 dílů | ukončeno              | -                                                                     |
| Místo zločinu Plzeň                        | kriminální drama                          | 2015          | 2015          | 1 řada; 6 dílů  | ukončeno              | série Místo zločinu                                                   |
| Případ pro exorcistu                       | kriminální drama                          | 2015          | 2015          | 1 řada, 3 díly  | ukončeno              | první část cyklu Detektivové od Nejsvětější Trojice                   |
| Reportérka                                 | drama                                     | 2015          | 2015          | 1 řada, 3 díly  | ukončeno              |                                                                       |
| Vraždy v kruhu                             | kriminální drama / mysteriózní / thriller | 2015          | 2015          | 1 řada, 12 dílů | ukončeno              | -                                                                     |
| Já, Mattoni                                | historické drama / životopisný            | 2016          | 2016          | 1 řada, 12 dílů | ukončeno              | -                                                                     |
| Modré stíny                                | kriminální drama                          | 2016          | 2016          | 1 řada, 4 díly  | ukončeno              | druhá část cyklu Detektivové od Nejsvětější Trojice                   |
| Pět mrtvých psů                            | kriminální drama                          | 2016          | 2016          | 1 řada, 3 díly  | ukončeno              | třetí část cyklu Detektivové od Nejsvětější Trojice                   |
| Rapl                                       | kriminální thriller / drama / akční       | 2016          | 2019          | 2 řady, 26 dílů | ukončeno              | spin-off k seriálu Cirkus Bukowsky (2013)                             |
| Bohéma                                     | životopisné drama                         | 2017          | 2017          | 1 řada, 6 dílů  | ukončeno              | -                                                                     |
| Četníci z Luhačovic                        | kriminální komedie / historický           | 2017          | dosud         | 1 řada, 12 dílů | prodlouženo o 2. řadu | inspirováno Četnickými humoreskami (1997)                             |
| Spravedlnost                               | psychologické drama / thriller            | 2017          | 2017          | 1 řada, 3 díly  | ukončeno              | -                                                                     |
| Svět pod hlavou                            | psychologické drama / mysteriózní         | 2017          | 2017          | 1 řada, 10 dílů | ukončeno              | -                                                                     |
| Vzteklina                                  | kriminální thriller                       | 2018          | 2018          | 1 řada, 6 dílů  | ukončeno              | -                                                                     |
| Inspektor Max                              | kriminální drama                          | 2018          | 2018          | 1 řada, 11 dílů | ukončeno              | koprodukce se slovenskou RTVS                                         |
| Metanol                                    | kriminální drama                          | 2018          | 2018          | 1 řada, 2 díly  | ukončeno              | televizní minisérie                                                   |
| Lynč                                       | kriminální drama                          | 2018          | 2018          | 1 řada, 8 dílů  | ukončeno              | -                                                                     |
| Rédl                                       | kriminální thriller                       | 2018          | 2018          | 1 řada, 4 díly  | ukončeno              | -                                                                     |
| Jak si nepodělat život                     | psychologické komediální drama            | 2019          | 2019          | 1 řada, 4 díly  | ukončeno              | televizní cyklus                                                      |
| Most!                                      | komediální drama                          | 2019          | 2019          | 1 řada, 8 dílů  | ukončeno              | -                                                                     |
| Vodník                                     | kriminální drama                          | 2019          | 2019          | 1 řada, 3 díly  | ukončeno              | čtvrtá část cyklu Detektivové od Nejsvětější Trojice                  |
| Živé terče                                 | kriminální drama                          | 2019          | 2019          | 1 řada, 3 díly  | ukončeno              | poslední pátá část cyklu Detektivové od Nejsvětější Trojice           |
| Zrádci                                     | kriminální thriller                       | 2020          | 2020          | 1 řada, 6 dílů  | ukončeno              | -                                                                     |
| Místo zločinu Ostrava                      | kriminální drama                          | 2020          | 2020          | 1 řada, 13 dílů | ukončeno              | série Místo zločinu                                                   |
| Vysoká hra                                 | kriminální thriller                       | 2020          | 2020          | 1 řada, 2 díly  | ukončeno              | -                                                                     |
| Stockholmský syndrom                       | kriminální thriller                       | 2020          | 2020          | 1 řada, 2 díly  | ukončeno              | -                                                                     |
| Herec                                      | historické drama                          | 2020          | 2020          | 1 řada, 3 díly  | ukončeno              | minisérie                                                             |
| Božena                                     | historické drama                          | 2021          | 2021          | 1 řada, 4 díly  | ukončeno              | minisérie                                                             |
| Hlava Medúzy                               | drama, krimi                              | 2021          | 2021          | 1 řada, 8 dílů  | ukončeno              | -                                                                     |
| Kukačky                                    | komediální drama                          | 2021          | 2023          | 2 řady, 26 dílů | ukončeno              | -                                                                     |
| Zločiny Velké Prahy                        | historický, krimi                         | 2021          | 2021          | 1 řada, 10 dílů | odvysíláno            | -                                                                     |
| Ochránce                                   | krimi, drama                              | 2021          | 2021          | 1 řada, 10 dílů | odvysíláno            | -                                                                     |
| Stíny v mlze                               | krimi                                     | 2022          | dosud         | 2 řady, 24 dílů | ukončeno              | -                                                                     |
| Devadesátky                                | krimi                                     | 2022          | 2022          | 1 řada, 6 dílů  | odvysíláno            | -                                                                     |
| Ultimátum                                  | krimi                                     | 2022          | 2022          | 1 řada, 8 dílů  | odvysíláno            | koprodukce s TV JOJ                                                   |
| Podezření                                  | krimi                                     | 2022          | 2022          | 1 řada, 3 díly  | ukončeno              | minisérie                                                             |
| Pět let                                    | drama                                     | 2022          | 2022          | 1 řada, 10 dílů | ukončeno              | vysíláno na iVysílání                                                 |
| Místo zločinu České Budějovice             | kriminální drama                          | 2023          | 2023          | 1 řada, 13 dílů | odvysíláno            | série Místo zločinu                                                   |
| Docent                                     | krimi                                     | 2023          | 2023          | 1 řada, 3 díly  | ukončeno              | minisérie                                                             |
| Volha                                      | krimi                                     | 2023          | 2023          | 1 řada, 5 dílů  | odvysíláno            | -                                                                     |
| Lovec                                      | krimi                                     | bude oznámeno | bude oznámeno | bude oznámeno   | bude vysíláno         | volně navazuje na seriály Ďáblova lest (2009) a Ztracená brána (2012) |

## Komedie
| Název                     | Žánr                         | Od   | Do    | Řady                                                        | Stav              | Poznámka                                                              |
| ------------------------- | ---------------------------- | ---- | ----- | ----------------------------------------------------------- | ----------------- | --------------------------------------------------------------------- |
| Bylo nás pět              | komedie                      | 1994 | 1994  | 1 řada, 6 dílů                                              | ukončeno          | -                                                                     |
| Saturnin                  | komedie                      | 1994 | 1994  | 1 řada, 4 díly                                              | ukončeno          | -                                                                     |
| Ranč U Zelené sedmy       | rodinná komedie              | 1998 | 2005  | 3 řady, 42 dílů 3 řady, 21 dílů                             | ukončeno          | počet dílů se liší podle vysílání v krátké či dlouhé verzi            |
| Josef a Ly                | rodinná komedie              | 2004 | 2004  | 1 řada, 7 dílů                                              | ukončeno          | -                                                                     |
| Horákovi                  | rodinná komedie              | 2006 | 2007  | 2 řady, 39 dílů                                             | ukončeno          | původně plánována 3. řada                                             |
| Škola Na Výsluní          | rodinná komedie              | 2006 | 2006  | 1 řada, 13 dílů                                             | ukončeno          | -                                                                     |
| Proč bychom se netopili   | komedie                      | 2009 | 2009  | 1 řada, 10 dílů                                             | ukončeno          | -                                                                     |
| Cukrárna                  | rodinná komedie              | 2010 | 2010  | 1 řada, 13 dílů                                             | ukončeno          | -                                                                     |
| Poste restante            | komedie                      | 2010 | 2010  | 1 řada, 7 dílů                                              | ukončeno          | -                                                                     |
| 4teens                    | komedie                      | 2011 | 2011  | 1 řada, 7 dílů                                              | ukončeno          | -                                                                     |
| Čapkovy kapsy             | komedie / povídkový          | 2011 | 2011  | 1 řada, 12 dílů                                             | ukončeno          | -                                                                     |
| Ententýky                 | komedie / drama              | 2012 | 2012  | 1 řada, 15 dílů                                             | ukončeno          | -                                                                     |
| Čtvrtá hvězda             | komedie                      | 2014 | 2014  | 1 řada, 12 dílů                                             | ukončeno          | -                                                                     |
| Kancl                     | sitcom                       | 2014 | 2014  | 1 řada, 6 dílů                                              | ukončeno          | -                                                                     |
| Marta a Věra              | sitcom                       | 2014 | 2016  | 2 řady, 16 dílů                                             | ukončeno          | -                                                                     |
| Mazalové                  | rodinná komedie              | 2014 | 2017  | 2 řady, 26 dílů                                             | ukončeno          | -                                                                     |
| Doktor Martin             | rodinná komedie / drama      | 2015 | 2018  | 2 řady, 32 dílů, 1 film (Doktor Martin: Záhada v Beskydech) | ukončeno          | koprodukce se slovenskou RTVS                                         |
| Rudyho má každý rád       | sitcom                       | 2015 | 2015  | 1 řada, 12 dílů                                             | ukončeno          | -                                                                     |
| Kosmo                     | komedie / drama / satira     | 2016 | 2016  | 1 řada, 5 dílů                                              | ukončeno          | -                                                                     |
| Trpaslík                  | komedie                      | 2016 | 2017  | 1 řada, 6 dílů                                              | ukončeno          | -                                                                     |
| Nádraží                   | skečová komedie              | 2017 | 2017  | 1 řada, 6 dílů                                              | ukončeno          | -                                                                     |
| Trapný padesátky          | romantická komedie / rodinný | 2017 | 2017  | 1 řada, 12 dílů                                             | ukončeno          | -                                                                     |
| Dabing Street             | komedie                      | 2018 | 2018  | 1 řada, 12 dílů                                             | ukončeno          | první díl byl zveřejněn VOD již v roce 2017                           |
| Strážmistr Topinka        | komedie                      | 2019 | 2019  | 1 řada, 13 dílů                                             | ukončeno          | koprodukce se slovenskou RTVS spin-off k seriálu Doktor Martin (2015) |
| Poldové a nemluvně        | komedie                      | 2020 | 2020  | 1 řada, 13 dílů                                             | ukončeno          | -                                                                     |
| Boží mlýny                | krimi komedie                | 2021 | 2021  | 1 řada, 6 dílů                                              | ukončeno          | -                                                                     |
| Osada                     | komedie                      | 2021 | dosud | 1 řada, 13 dílů                                             | objednána 2. řada | -                                                                     |
| Špunti na cestě           | komedie                      | 2022 | 2022  | 1 řada, 13 dílů                                             | ukončeno          | -                                                                     |
| Pozadí událostí           | komedie                      | 2022 | 2022  | 1 řada, 4 díly                                              | ukončeno          | minisérie                                                             |
| Dobré ráno, Brno!         | komedie                      | 2023 | 2023  | 2 řady, 16 dílů                                             | odvysíláno        | -                                                                     |
| To se vysvětlí, soudruzi! | komedie                      | 2024 | 2024  | 1 řada, 8 dílů                                              | odvysíláno        | koprodukce s ZDF                                                      |

## Dětské seriály
| Název                          | Žánr                         | Od   | Do   | Řady             | Stav       | Poznámka |
| ------------------------------ | ---------------------------- | ---- | ---- | ---------------- | ---------- | --- |
| Ahoj, bráško!                  | animovaný / pohádka          | 1991 | 1996 | 1 řada, 28 dílů  | ukončeno   | vysíláno v rámci Večerníčku |
| Pat a Mat                      | animovaný / komedie          | 1992 | 2009 | 4 řady, 46 dílů  | odvysíláno | návaznost na 3 řady od Československé televize vysíláno v rámci Večerníčku předchůdce filmu Pat a Mat ve filmu do počtu dílů jsou započteny i speciály |
| Bubáci a hastrmani             | animovaný / pohádka          | 1999 | 2005 | 2 řady, 26 dílů  | ukončeno   | vysíláno v rámci Večerníčku |
| O ztrácené lásce               | pohádka / rodinný            | 2002 | 2002 | 1 řada, 9 dílů   | ukončeno   | - |
| Vydrýsek                       | rodinný                      | 2002 | 2003 | 1 řada, 13 dílů  | ukončeno   | vysíláno v rámci Večerníčku |
| Bob a Bobek na cestách         | animovaný / rodinná komedie  | 2003 | 2005 | 4 řady, 52 dílů  | ukončeno   | návaznost na 3 řady od Československé televize vysíláno v rámci Večerníčku                                                                             |
| Chaloupka na vršku             | loutkový / pohádka           | 2006 | 2006 | 1 řada, 20 dílů  | ukončeno   | vysíláno v rámci Večerníčku |
| Doktor Animo                   | animovaný / pohádka          | 2007 | 2010 | 3 řady, 26 dílů  | ukončeno   | vysíláno v rámci Večerníčku |
| Krysáci                        | animovaný / pohádka          | 2008 | 2009 | 2 řady, 26 dílů  | ukončeno   | vysíláno v rámci Večerníčku |
| Dějiny udatného českého národa | animovaný / naučný           | 2010 | 2012 | 1 řada, 111 dílů | ukončeno   | - |
| České pexeso                   | animovaný / naučný / rodinný | 2011 | 2011 | 1 řada, 14 dílů  | ukončeno   | - |
| Kočka Linda, poklad rodiny     | animovaný / komedie          | 2011 | 2011 | 1 řada, 13 dílů  | ukončeno   | - |
| Anča a Pepík                   | animovaný / dobrodružný      | 2017 | 2022 | 2 řady, 13 dílů  | ukončeno   | - |
| Kriminálka 5. C                | rodinný / krimi              | 2019 | 2019 | 1 řada, 13 dílů  | ukončeno   | koprodukce se slovenskou RTVS |

## Dokumentární
| Název                             | Od   | Do   | Řady             | Stav                  | Poznámka                                                             |
| --------------------------------- | ---- | ---- | ---------------- | --------------------- | -------------------------------------------------------------------- |
| Manželské etudy po dvaceti letech | 2006 | 2006 | 1 řada, 6 dílů   | ukončeno              | pokračování seriálu Manželské etudy od Československé televize       |
| Čtyři v tom                       | 2013 | 2013 | 3 řady, 18 dílů  | prodlouženo o 4. řadu | -                                                                    |
| Jak na internet                   | 2012 | 2015 | 1 řada, 110 dílů | ukončeno              | pokračuje v online verzi na jaknainternet.cz                         |
| Kmeny                             | 2015 | 2015 | 1 řada, 16 dílů  | ukončeno              | -                                                                    |
| Modrá krev                        | 2017 | 2019 | 2 řady, 16 dílů  | ukončeno              | -                                                                    |
| Manželské etudy po 35 letech      | 2018 | 2018 | 1 řada, 6 dílů   | ukončeno              | druhé pokračování seriálu Manželské etudy od Československé televize |
| Manželské etudy: Nová generace    | 2019 | 2019 | 1 řada, 5 dílů   | ukončeno              | reboot seriálu Manželské etudy původně plánováno na rok 2016         |